# Paccius quinteri
Paccius quinteri är en spindelart som beskrevs av Norman I. Platnick 2000. Paccius quinteri ingår i släktet Paccius och familjen flinkspindlar.
Artens utbredningsområde är Madagaskar. Inga underarter finns listade i Catalogue of Life.